# 原田康子
原田 康子（はらだ やすこ、1928年1月12日 - 2009年10月20日）は日本の小説家である。本名は佐々木康子（旧姓：原田）。

## 来歴・人物

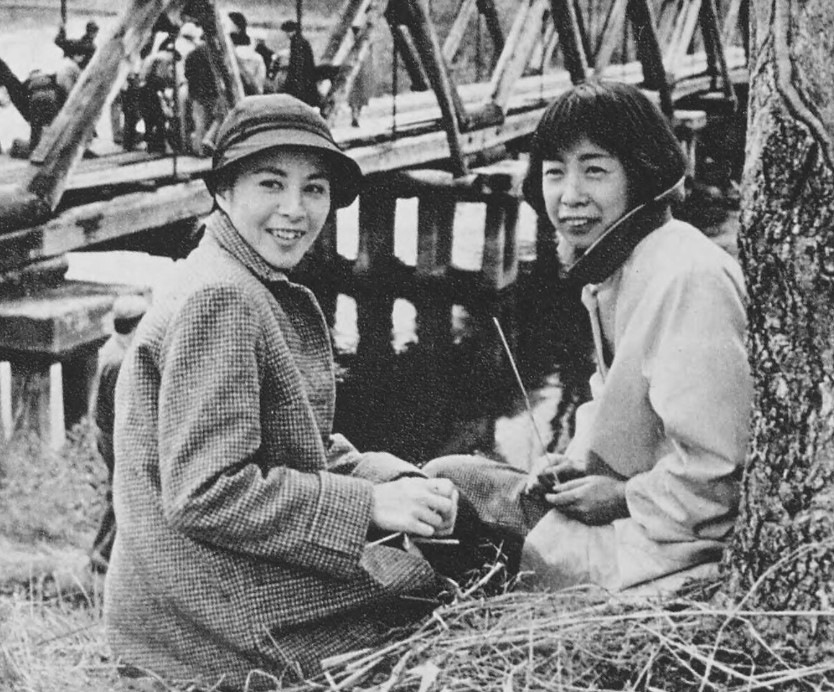
『挽歌』は1957年に映画化された。主役の久我美子と原田。ロケ地の釧路市にて。

東京府生まれ、2歳から北海道釧路市で育つ。市立釧路高等女学校（現・北海道釧路江南高等学校）卒業後、1949年から東北海道新聞（のちの釧路新聞）に勤務。
1949年（昭和24年）に釧路の同人雑誌『北方文芸』に処女作「冬の雨」を発表し、以後も同誌およびその後継誌に相当する『北海文学』を中心に短編・長編を発表する。1951年（昭和26年）、東北海道新聞社の同僚と結婚。1953年（昭和28年）、前年10月に鳥居省三らが釧路で創刊した同人雑誌『北海文学』に同人として参加、初めての長編小説「廃園」を発表。1954年（昭和29年）、新潮同人雑誌賞に「サビタの記憶」で応募、最終候補に残って伊藤整らの高い評価を得る。翌1955年（昭和30年）から『北海文学』誌上に長編「挽歌」を10回に分けて連載、同人誌連載中から出版や映画化の打診があった。1956年（昭和31年）に東都書房（講談社）から単行本『挽歌』として出版されると無名作家の単行本にもかかわらず翌年には113版（113刷）を数えるベストセラーとなり、五所平之助監督による映画化も相俟って大きな反響を呼んだ。『挽歌』は翻訳され、海外数ヶ国でも出版されている。また1991年には、『満月』が『満月 MR.MOONLIGHT』のタイトルで映画化されている。
晩年まで意欲的な創作活動を展開し、生涯に『挽歌』（1956年）で第8回女流文学者賞を、『蝋涙』（1999年）で第38回女流文学賞を、『海霧』（2002年）で第37回吉川英治文学賞を受賞している。
人気作家となった後も、北海道在住のまま執筆活動を続けていたことでも知られ、2003年（平成15年）に北海道文化賞、北海道新聞文化賞を受賞した。また、競馬、将棋を趣味とし、それらについてのエッセイ集『はなれ駒あそび駒』もある。1998年（平成10年）の将棋王座戦の観戦記を執筆し、翌年、第11回将棋ペンクラブ大賞（観戦記部門賞）を受賞した。
2009年（平成21年）10月20日、肺炎のため札幌市内の病院で逝去。
2023年（令和5年）1月28日から4月23日まで釧路文学館で生誕95年を記念した企画展「原田康子の足跡とその作品展」が開催された。

## 作品リスト
- 『挽歌』 東都書房 1956 （のち角川文庫、新潮文庫）
- 『サビタの記憶』 新潮社 1957 （のち角川文庫、『サビタの記憶・廃園』1991 新潮文庫）
- 『廃園』 筑摩書房 1958 （のち角川文庫）
- 『輪唱』 東都書房 1958 （のち角川文庫）
- 『いたずら』 東都書房 1960 （のち集英社文庫）
- 『病める丘』 新潮社 1960 （のち新潮文庫）
- 『殺人者』 中央公論社 1962 （のち角川文庫、新潮文庫）
- 『望郷』 文芸春秋新社 1964 （のち文庫、角川文庫）
- 『北の林』 新潮社 1968 （のち新潮文庫）
- 『北国抄』 読売新聞社 1973 （のち角川文庫）
- 『虹』 作品社 1979 （のち集英社文庫）
- 『日曜日の白い雲』 講談社 1979 （のち講談社文庫、角川文庫）
- 『素直な容疑者』 作品社 1980 （のち講談社文庫、角川文庫）
- 『遠い森』 作品社 1980 （のち集英社文庫）
- 『恋人たち』 新潮社 1982 （のち新潮文庫）
- 『鳥のくる庭』 講談社 1982 （のち講談社文庫）
- 『風の砦』 新潮社 1983 （のち新潮文庫、講談社文庫）
- 『満月』 朝日新聞社 1984 （のち新潮文庫）
- 『星の岬』 集英社 1985 （のち集英社文庫）
- 『イースターの卵』 朝日新聞社 1986 （のち朝日文庫）
- 『窓辺の猫』 講談社 1988 （のち講談社文庫）
- 『はなれ駒あそび駒』 講談社 1991 （のち講談社文庫） ※エッセイ集
- 『聖母の鏡』 新潮社 1997 （のち新潮文庫）
- 『蝋涙』 講談社 1999 （のち講談社文庫）
- 『父の石楠花』 新潮社 2000
- 『海霧』 講談社 2002 （のち講談社文庫）

## 映像化作品

### 映画化
- 『挽歌』（1957年、監督: 五所平之助、脚本: 八住利雄, 由起しげ子、音楽: 芥川也寸志）
- 『白い悪魔』（1958年、監督: 齋藤武市、脚本: 植草圭之助、音楽: 牧野由多可） ※原作は「夜の出帆」（『いたずら』所収）。
- 『挽歌』（1976年、監督: 河崎義祐、脚本: 井手俊郎, 蒼井マキレ、音楽: 馬飼野俊一）
- 『満月 MR.MOONLIGHT』（1991年、監督・脚本: 大森一樹） ※原作は『満月』。

### テレビドラマ化
- 『挽歌』（1961年放送、1966年放送、1971年放送、1982年放送）
- 『望郷』（1966年9月29日、NHK総合『NHK劇場 愛のシリーズ』）
- 『私は忘れたい』（1972年 - 1973年放送、1977年放送） ※原作は「星から来た」（『北の林』所収）。
- 『春のもつれ』（1974年放送） ※原作は『輪唱』。
- 『さよならの夏』（1976年放送） ※原作は『廃園』。

## 関連文献
- 永田秀郎『「北海文学」の航跡: 作家、原田康子「挽歌」のナビゲーション』言海書房、2003年5月。
- 原田康子 著、北海道文学館 編『原田康子の北海道: 小説「挽歌」から50年』北海道立文学館、2005年9月。
- 北海道文学館 編『原田康子: 「挽歌」から「海霧」まで』北海道新聞社、2010年10月。
- 盛 厚三『「挽歌」物語: 作家原田康子とその時代』釧路市教育委員会〈釧路新書〉、2011年10月。
- 南富鎭『原田康子の挽歌：北海国の終焉』作品社、2024年9月。